# Elezione papale del 1061
L'elezione papale del 1061 si svolse il 30 settembre 1061 nella basilica di San Pietro in Vincoli, a Roma, a seguito della morte di papa Niccolò II.
Secondo quanto prescritto dalla bolla pontificia In nomine Domini, per la prima volta solo i cardinali vescovi potevano eleggere il nuovo pontefice, mentre il resto del clero e il laicato potevano solo esprimere un consenso per acclamazione. L'assemblea si concluse con l'elezione del vescovo di Lucca Anselmo da Baggio, il quale assunse il nome pontificale di Alessandro e venne incoronato la notte del 1º ottobre successivo nella basilica di San Pietro in Vincoli.
Anselmo ebbe il supporto del cardinale suo amico Hildebrand, che sarebbe stato uno dei promotori della bolla In nomine Domini, del futuro papa Gregorio VII, di Goffredo il Barbuto e di Roberto il Guiscardo. Anche se Anselmo era ben noto e rispettato all'interno della corte tedesca, non ottenne l'approvazione anche dell'imperatore del Sacro Romano Impero.
Delusi dall'elezione, un gruppo di nobili italiani e vescovi lombardi, guidati da Guibert, cancelliere reale d'Italia mandato da Agnese del Poitou imperatrice-reggente di Enrico IV di Franconia, proposero come successore di Niccolò II il vescovo Pietro Cadalo di Parma, che divenne antipapa con il nome di Onorio II a séguito di un sinodo convocato a Basilea il 28 ottobre 1061, al quale non partecipò nessun cardinale. L'antipapa Onorio II marciò su Roma, sconfiggendo papa Alessandro II e prendendo il controllo della basilica di San Pietro il 14 aprile 1062. L'intervento di Goffredo III convinse però Onorio II e Alessandro II a ritirarsi rispettivamente a Parma e a Lucca, aspettando la fine della mediazione fra Goffredo III e la corte imperiale.
Tuttavia Annone II, arcivescovo di Colonia, aveva condotto un colpo di Stato contro l'imperatrice-reggente, e, come nuovo reggente, riunì un concilio ad Augusta (ottobre 1062) e inviò Burcardo II, vescovo di Halberstadt, a Roma per cancellare l'accusa di simonia ad Alessandro II e riconoscerlo legittimo pontefice.
Alessandro II scomunicò Onorio II nel 1063, dopo che l'antipapa con un contro-sinodo si stabilì a Castel Sant'Angelo per poter continuare la guerra col papa, durata proprio fino al 1063, quando poi fuggì a Parma. Il sinodo di Mantova del 31 maggio 1064 anatemizzò Cadalo e dichiarò Alessandro II il legittimo pontefice.

## Cardinali vescovi
Nell'XI secolo i cardinali elettori erano sette, cioè i titolari delle sedi di Ostia, Porto, Santa Rufina (Selva Candida), Albano, Palestrina, Tusculum (Labico) e Velletri , ma dal 1058 era vescovo a Velletri l'antipapa Benedetto X, che pertanto fu escluso dal gruppo dei cardinali. Il suo posto fu preso dal vescovo di Sabina. Ma questo avvenne nel 1063, cioè due anni dopo l'elezione. Così, nel 1061 vi erano sei cardinali vescovi :
| Nome                                 | Nascita   | Titolo cardinalizio         | Ruolo                                               | Concistoro        |
| ------------------------------------ | --------- | --------------------------- | --------------------------------------------------- | ----------------- |
| Pier Damiani, OSB Cam                | Ravenna   | Vescovo di Ostia e Velletri | Legato pontificio, Priore emerito di Fonte Avellana | 1057 (Stefano IX) |
| Bonifacio dei Conti di Tuscolo , OSB | Roma      | Vescovo di Albano           | Legato pontificio in Germania                       | 1049 (Leone IX)   |
| Pietro II                            | Roma      | Vescovo di Labico           |                                                     | 1055 (Vittore II) |
| Bernardo (o Berardo) , OSB Cas       | Benevento | Vescovo di Palestrina       |                                                     | 1060 (Niccolò II) |
| Giovanni V                           |           | Vescovo di Porto            |                                                     | 1058 (Stefano IX) |
| Mainardo (o Maginardo) OSB Cas       |           | Vescovo di Selva Candida    |                                                     | 1060 (Niccolò II) |